# 木村明廣
木村明廣（日语：木村 明広，1970年3月21日—），日本插畫家、CG作家、漫畫家。男性。

## 來歷
一開始作為人物設計師在由小學館個人電腦遊戲品牌POPCOM SOFT發行、GLODIA製作的個人電腦遊戲《ZAVAS》中商業出道。之後，在《EMERALD DRAGON（PC遊戲版）》和《ALSHARK》及Right Stuff的重製遊戲《EMERALD DRAGON（PC Engine版）》等消費類游戲作品負責人物設定大受歡迎，成為人氣插畫家。
目前主要為KADOKAWA集團各家出版社從事漫畫和小說的插圖工作。

## 作品列表

### 遊戲
- ZAVAS（日语：サバッシュ）（POPCOM（日语：ポプコム）／GLODIA（日语：グローディア））
- EMERALD DRAGON（日语：エメラルドドラゴン）（芭蕉HOUSE／GLODIA／Alfa System（日语：アルファ・システム）／NEC Home Electronics（日语：日本電気ホームエレクトロニクス）／MediaWorks）
- ALSHARK（日语：アルシャーク）（Victor Entertainment／Right Stuff（日语：ライトスタッフ (ゲーム会社)））
- FIEND HUNTER（日语：フィーンドハンター）（Right Stuff）
- 阿爾納姆之牙 獸族十二神徒傳說（日语：アルナムの牙 獣族十二神徒伝説）（Right Stuff）
- 阿爾納姆之翼 在燒塵之空的彼方（日语：アルナムの翼 焼塵の空の彼方へ）（Right Stuff）
- （日本Plantec）
- 戰國紙牌遊戲 不如歸 -HOTOTOGISU- 亂（日语：戦国絵札遊戯 不如帰 -HOTOTOGISU- 乱）（Irem）※卡片插圖。
- 戰國紙牌遊戲 不如歸 大亂（日语：戦国絵札遊戯 不如帰 大乱）（Irem）※卡片插圖。
- 銀河地牢（史克威爾艾尼克斯）※卡片插圖、怪物造型設計、遊戲進行時出現的漫畫圖片。

### 漫畫
- - 一開始以短篇發表在小學館《別冊Young Sunday》後，在《月刊Sunday Gene-X》連載，〈Sunday GX Comic〉全2冊
- - 在enterbrain《月刊Fami通Bros（日语：ファミ通ブロス）》連載，單行本〈Bros Comics〉全3冊
- （enterbrain）
- I Wish…（MediaWorks）
- 爆走機獸（日语：プロジェクト・リムーバー）（MediaWorks）
- （MediaWorks）
- （MediaWorks）
- （MediaWorks）
- 超級機器人大戰OG -Divine Wars-（日语：スーパーロボット大戦OG -ディバイン・ウォーズ-）（MediaWorks《月刊Comic電擊大王》）
- 女高中生信長!!（日语：女子高生信長ちゃん!!）（enterbrain－E★VERYSTAR（日语：エブリスタ） Premium）
- 重鐵騎 -曉-（enterbrain《Fami通 Comic Clear（日语：コミッククリア）》）
- 七龍傳說2020 EGO（enterbrain《Fami通 Comic Clear》）※構成擔當。
- CODE OF JOKER（日语：CODE OF JOKER）（enterbrain《Fami通 Comic Clear》）※構成擔當。
- 風雲維新大將軍（enterbrain《Fami通 Comic Clear》）※構成擔當。
- 新·世界樹的迷宮：千年王國的少女（日语：新・世界樹の迷宮 ミレニアムの少女）（enterbrain《Fami通 Comic Clear》）
- （enterbrain《Fami通 Comic Clear》）
- CYBORG009 CALL OF JUSTICE（原作：石之森章太郎，enterbrain《Fami通 Comic Clear》）

### 小說插圖
- 電擊文庫
  - EMERALD DRAGON（日语：エメラルドドラゴン）（著：飛火野耀）
  - EMERALD DRAGON 呼喚龍的少女（著：篠崎砂美）
  - 爆走機獸（日语：プロジェクト・リムーバー）（著：篠崎砂美）
  - Remover Soul（日语：リムーバー・ソウル）（著：篠崎砂美）
  - Xibalba（著：篠崎砂美）
  - Train Raider（原案：安田均／著：西奧隆起）
- 角川Sneaker文庫
  - 阿爾納姆之牙 獸族十二神徒傳說（日语：アルナムの牙 獣族十二神徒伝説）（著：臼木照晶）
  - 阿爾納姆之翼 序章 在振翅的彼方（著：臼木照晶）
  - 真·阿爾納姆之翼 在熱塵之空的彼方（著：臼木照晶）
  - （著：神一）
  - （著：神一）
  - （著：鷹野良仁）
  - D-DOLL 人造天使的鎮魂歌（著：後池田真也）
- Fami通文庫
  - （著：佐佐原史緒（日语：佐々原史緒））
  - Under Trap（著：荒井千明）
  - （著：荒井千明）
  - （著：中里融司）
- Super Quest文庫（日语：スーパークエスト文庫）
  - （著：溪由葵夫）
  - Narwhal（著：日野鏡子）
- Movic（日语：ムービック）
  - （著：千田誠行）

### 封面插圖
- EMERALD DRAGON（日语：エメラルドドラゴン） 搞笑4格漫畫Bomb！（MediaWorks、主婦之友社（日语：主婦の友社））
- 超級機器人大戰R 漫畫選集2（enterbrain）
- 第2次超級機器人大戰α 漫畫選集1 -鋼鐵的咆哮-（enterbrain）
- 超級機器人大戰D 漫畫選集1 -戰士們的鬥宴-（enterbrain）
- 聖騎士之戰XX（日语：GUILTY GEAR XX） 漫畫選集（宙出版）
- 超級機器人大戰GC（日语：スーパーロボット大戦GC） 漫畫選集 -大豪熱！-（宙出版）
- Another Century's Episode 漫畫選集（enterbrain）
- 真·戀姬†無雙 ～萌將傳～（日语：真・恋姫†無双 〜萌将伝〜）4（Earth Star Entertainment）

### 短篇影片
- 女高中生信長!!（日语：女子高生信長ちゃん!!）（Movie Squere）

### CD封套插圖
- 快要腐爛電台！（日语：智一&ロ美のラジオ腐りかけ!） 無法放送CD VOL.1 （Power Pop Standard）
- 智一&璐美的快要腐爛電台！ 無法放送CD VOL.2 （Power Pop Standard）

### 畫冊
- PURE WHITE（Movic（日语：ムービック））
- ROUGE ～Wing of Millennium～（Sony Magazines（日语：ソニー・マガジンズ））

### 同人誌
團名「Vermillion mode」

## 外部連結
- 木村明廣的X（前Twitter） （日語）
- DEGITA ROUGE （日語）－木村明廣的官方個人部落格。